# SL Benfica (sportclub)

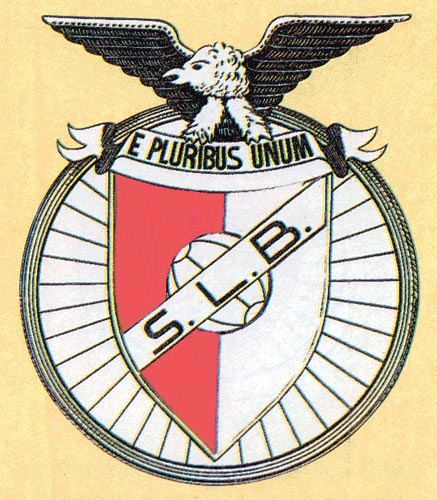
Het logo van Sport Lisboa e Benfíca (1908)

Sport Lisboa e Benfíca, S.L. Benfíca of Benfíca is een omnisportvereniging uit Lissabon en het is de grootste sportvereniging van Portugal.
Het meest bekend van de vereniging is de voetbal afdeling.
Sport Lisboa e Benfíca werd op 28 februari 1904 opgericht door een groep vrienden onder leiding van Júlio Cosme Damião, een van de grootste voetballers uit Portugal. 
De hoofdkleuren van S.L.Benfíca zijn rood en wit , en de mascotte is een adelaar, genaamd Águia Vitória, ("de Zege Adelaar"), of Vitória.
De Sport Lisboa e Benfíca sportvereniging is actief in vele takken van sport,waaronder voetbal, atletiek, basketbal, biljart, futsal, gymnastiek, handbal, judo, rolhockey, rugby, taekwondo, tafeltennis, triatlon, volleybal, wielrennen en zwemmen.